# Atle Kvålsvoll
Atle Kvålsvoll (Trondheim, 10 aprile 1962) è un dirigente sportivo ed ex ciclista su strada norvegese.

## Palmarès

### Strada
- 1985 (Dilettanti, una vittoria)

6ª tappa Giro di Norvegia (Tønsberg > Holmenkollen)
- 1989 (Z-Peugeot, due vittorie)

4ª tappa Postgirot Open
Classifica generale Postgirot Open
- 1990 (Z, una vittoria)

Classifica generale Tour du Vaucluse
- 1991 (Z, due vittorie)

Trophée des Grimpeurs
6ª tappa Tour DuPont
- 1992 (Z, una vittoria)

6ª tappa Tour DuPont

#### Altri successi
- 1985 (Dilettanti)

Classifica a punti Postgirot Open
- 1990 (Z)

Classifica scalatori Tour de Trump

### Pista
- 1985

Campionati norvegesi, Inseguimento a squadre (con Terje Alstad, Terje Gjengaar e Olaf Lurvik)

## Piazzamenti

### Grandi Giri
- Giro d'Italia

1991: 30º
- Tour de France

1988: non partito (16ª tappa)
1989: 46º
1990: 26º
1991: ritirato (18ª tappa)
1992: 49º
1994: 79º

### Classiche monumento
- Milano-Sanremo

1988: 63º
1990: 49º
1991: 32º
1994: 106º
- Giro delle Fiandre

1988: 49º
- Liegi-Bastogne-Liegi

1990: 10º
1991: 25º
1992: 15º
1993: 46º
1994: 71º
- Giro di Lombardia

1991: 30º

### Competizioni mondiali
- Campionati del mondo

Altenrhein 1983 - In linea Dilettanti: 39º
Colorado Springs 1986 - In linea Dilettanti: 29º
Villaco 1987 - In linea Dilettanti: 55º
Ronse 1988 - In linea Professionisti: 36º
Chamnéry 1989 - In linea Professionisti: 21º
Utsunomiya 1990 - In linea Professionisti: ritirato
Stoccarda 1991 - In linea Professionisti: 49º
Benidorm 1992 - In linea Professionisti: ritirato
Oslo 1993 - In linea Professionisti: ritirato
Agrigento 1994 - In linea Elite: ritirato
- Giochi olimpici

Los Angeles 1984 - In linea: 20º